# Breanne Flynn
Breanne Marie Flynn (* 27. Mai 1995 in Manhasset, New York, Vereinigte Staaten) ist eine irische Squashspielerin.

## Karriere
Breanne Flynn spielte bislang nur vereinzelt auf der PSA World Tour. Ihre höchste Platzierung in der Weltrangliste erreichte nach mehreren Turnierteilnahmen binnen kurzer Zeit mit Rang 104 am 17. Oktober 2022. Für die irische Nationalmannschaft spielte sie 2019 erstmals bei den Europameisterschaften und war auch 2022 Mitglied des irischen Kaders. Auch bei den Weltmeisterschaften 2012, 2014 und 2024 gehörte sie zur irischen Mannschaft. Nachdem sie in den Jahren 2018 bis 2020 noch im Finale jeweils Sophie O’Rourke unterlegen war, gewann Flynn 2022 erstmals die irische Meisterschaft. Diesen Erfolg wiederholte sie 2023.
Flynn studierte von 2013 bis 2017 an der George Washington University, für die sie auch im College Squash antrat.

## Erfolge
- Irische Meisterin: 2022, 2023